# Балицький Левко Миколайович
Левко́ Микола́йович Бали́цький (2 серпня 1893, Богопіль — ?) — військовий діяч, підполковник Армії Української Народної Республіки.

## Біографія
Левко Балицький народився 2 серпня 1893 року у місті Богопіль Балтського повіту Подільської губернії (тепер м. Первомайськ Миколаївської обл.). Останнє звання у російській армії — поручик.
З березня 1918 року — старшина Запорізького кінного полку імені Костя Гордієнка військ Центральної Ради, учасник Кримської операції військ УНР. З січня 1919 року — старшина Чорних Запорожців Дієвої армії УНР. У 1920 році — командир 1-го куреня Кінного полку Чорних Запорожців.
З 10 серпня 1921 року за документами значився дезертиром.

## Вшанування пам'яті
У його рідному місті Первомайськ є Провулок Левка Балицького.